# Часовня Марии Убиенной
Часовня Марии Убиенной — не существующая ныне деревянная часовня около села Верхопижемье в Советском районе Кировской области.

## Описание
Деревянная часовня находилась на окраине села Лядово (ныне часть села Верхопижемье). По свидетельству археолога А. А. Спицына под часовней на берегу реки Пижмы находилась пещера, где предполагалось захоронение Марии Убиенной. Среди пещеры на столбе, подпиравшем пол часовни, висела икона Марии Магдалины, а перед ней лампада.

## История
Мария Убиенная была марийской девушкой, по одной из версий убитая собственной свекровью во время мытья белья пестом в колоде на берегу реки за свою преданность христианству. Тело свекровь положила в колоду и спустила в реку. Его принесло вниз по реке к тому месту, где располагалась разрушенная до этого язычниками марийцами богадельня. Мария была погребена вместе с убитыми в богадельне христианами. Вскоре она стала являться во сне благочестивым людям и просила помолиться о ней. Совершавшие панихиды об убиенной заметили, что песок с места погребения Марии исцеляет от болезней.
Примерно в 1650 году над телами погибших была построена часовенка в виде столпа с иконой. Часовню над могилой построили в 1842 году.

## Крестные ходы
В 2000 году была возобновлена традиция крестных ходов к могиле Марии Убиенной.